# Letia
Letia é uma comuna francesa na região administrativa de Córsega, no departamento de Córsega do Sul. Estende-se por uma área de 36,44 km². 